# Miri várkastély
A miri várkastély vagy kastélyegyüttes (belarusz nyelven Мірскі замак) gótikus-reneszánsz stílusban épült vár Fehéroroszország Hrodnai területén található Mir település mellett. Mir keleti szélén, a Nyaszvizsba vezető út mentén egy kis mesterséges tó partján fekszik. Három évszázadon át a Radziwiłł-család birtokában volt, akiknek kastélya az első világháborúban elpusztult, de a jellegzetes vörös téglából épült vár és a mellette levő kisebb park napjainkig megmaradt. A kulturális világörökség rangjának elnyerése óta folyamatos rekonstrukció folyik, jelenleg (2006) csak a délnyugati bástya látogatható. A négy, egyenként 25 m magas sarokbástyával védett várudvar mintegy 75 m átmérőjű, a bejárat felett egy ötödik bástya magasodik. A várfal magassága 13 m, vastagsága mintegy 3 m.

## Története
A várat Jurij Iljinics, a Litván Nagyfejedelemség breszti helytartója (sztaroszta) építtette saját birtokán 1506-1510 között gótikus stílusban. 1568-ban a Radziwiłł-mágnáscsalád tulajdonába került, akiknek a közeli (28 km-re délkeletre fekszik) Nyaszvizsban volt a székhelye. Az építkezést reneszánsz stílusban folytatták, az északi és keleti fal mentén háromemeletes palotát alakítottak ki. Később a vár számos ostromot állt ki, 1655-ben az oroszok, 1705-ben a svédek, 1794-ben pedig Kościuszko felkelői harcoltak falainál. 1812. június 27-28-án a Matvej Platov vezetése alatt levő 2. orosz (kozák) hadsereg és Napóleon lovascsapatai ütköztek itt meg. 1813-ban Dominik Radziwiłł halála után a várat lánya Stefania örökölte, aki egy Wittgenstein-herceg felesége lett. Az ő halála után, 1828-ban a vár a Wittgenstein-család tulajdonába került.
A kastély a napóleoni háborúkban elpusztult, csak az 1870-es években építették újra. A 19. században a vár elvesztette harci jelentőségét, keleti oldalánál parkot alakítottak ki, mely 1904-ben a ma is meglévő Szvjatopolk-Mirszkij-kápolnával gazdagodott. 1895-ben a vár a Światopełk-Mirski család tulajdona lett és az övék is maradt a szovjet hatalomátvételig, 1939-ig. 1914-ben a világháborús harcokban  a kastély elpusztult. A várudvart 1941-1944 között a németek a helyi zsidó lakosság bebörtönzésére, majd 1942 májusától likvidálására használták.  2000-ben a kulturális világörökség részévé nyilvánították, a délnyugati bástyában kisebb múzeumot rendeztek be és nagyszabású restaurációs munkálatok kezdődtek, melynek során a vár előtt a növekvő idegenforgalom kiszolgálására egy nagy parkolót is kialakítottak.

## Galéria

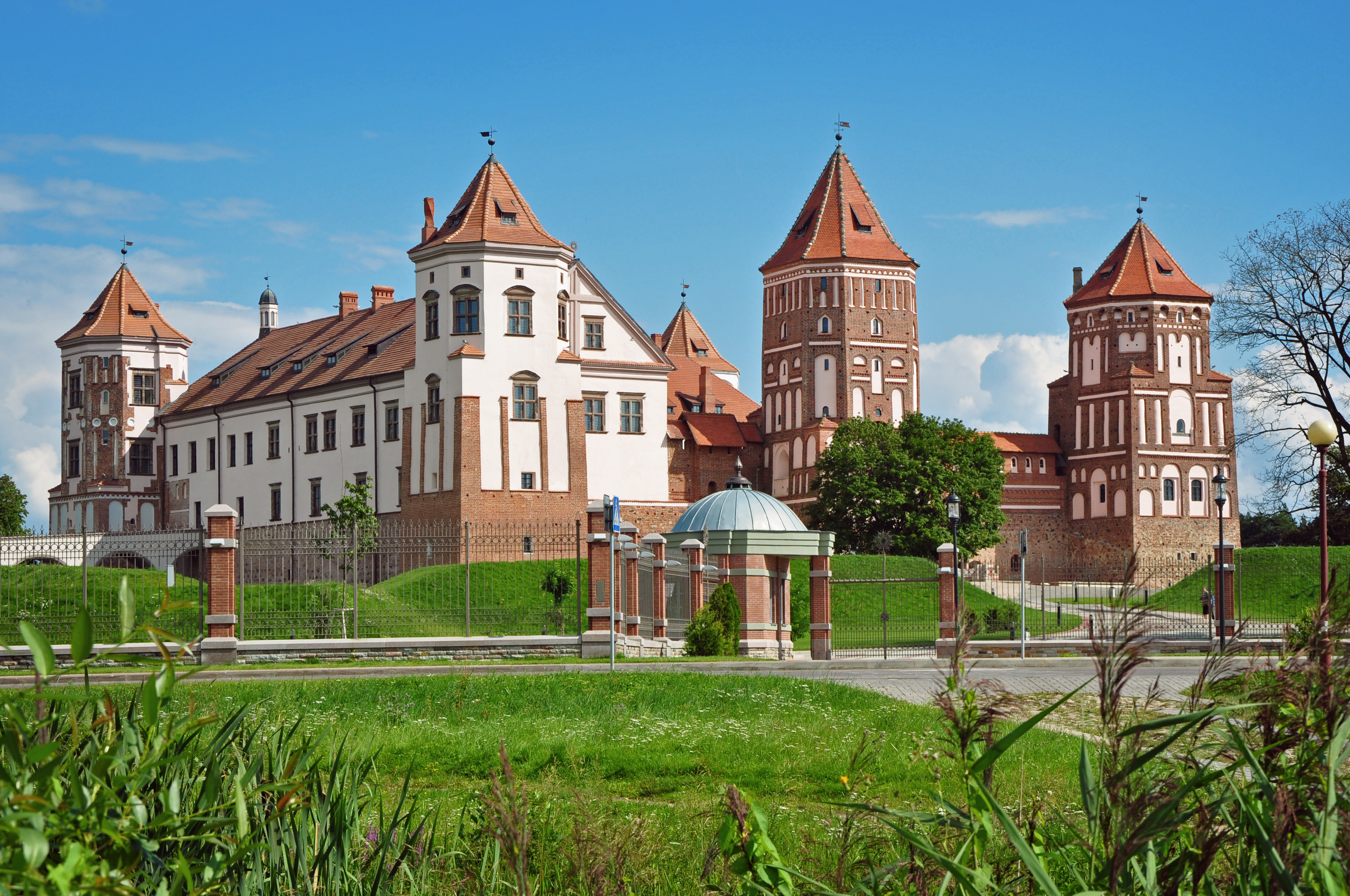
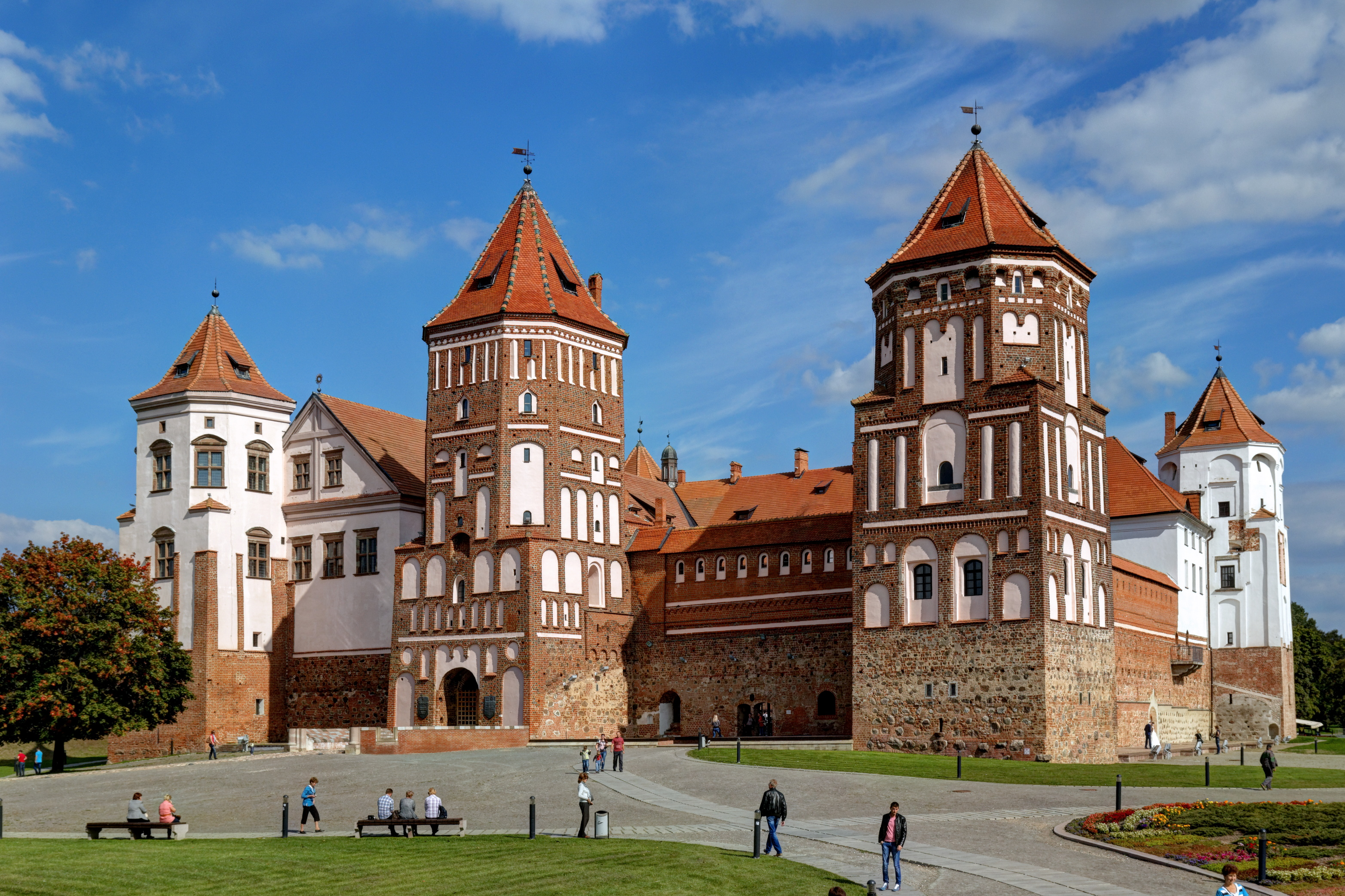
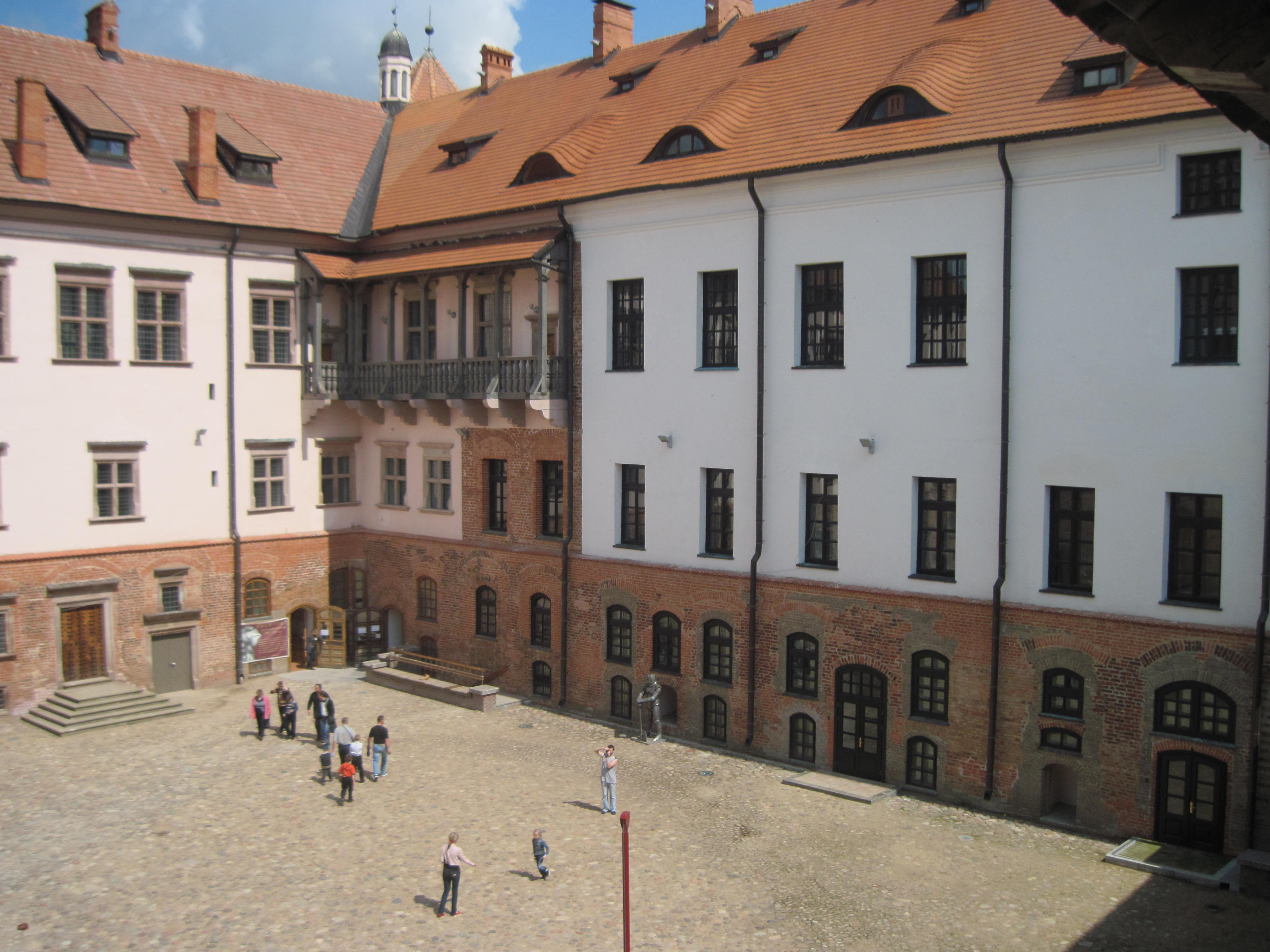
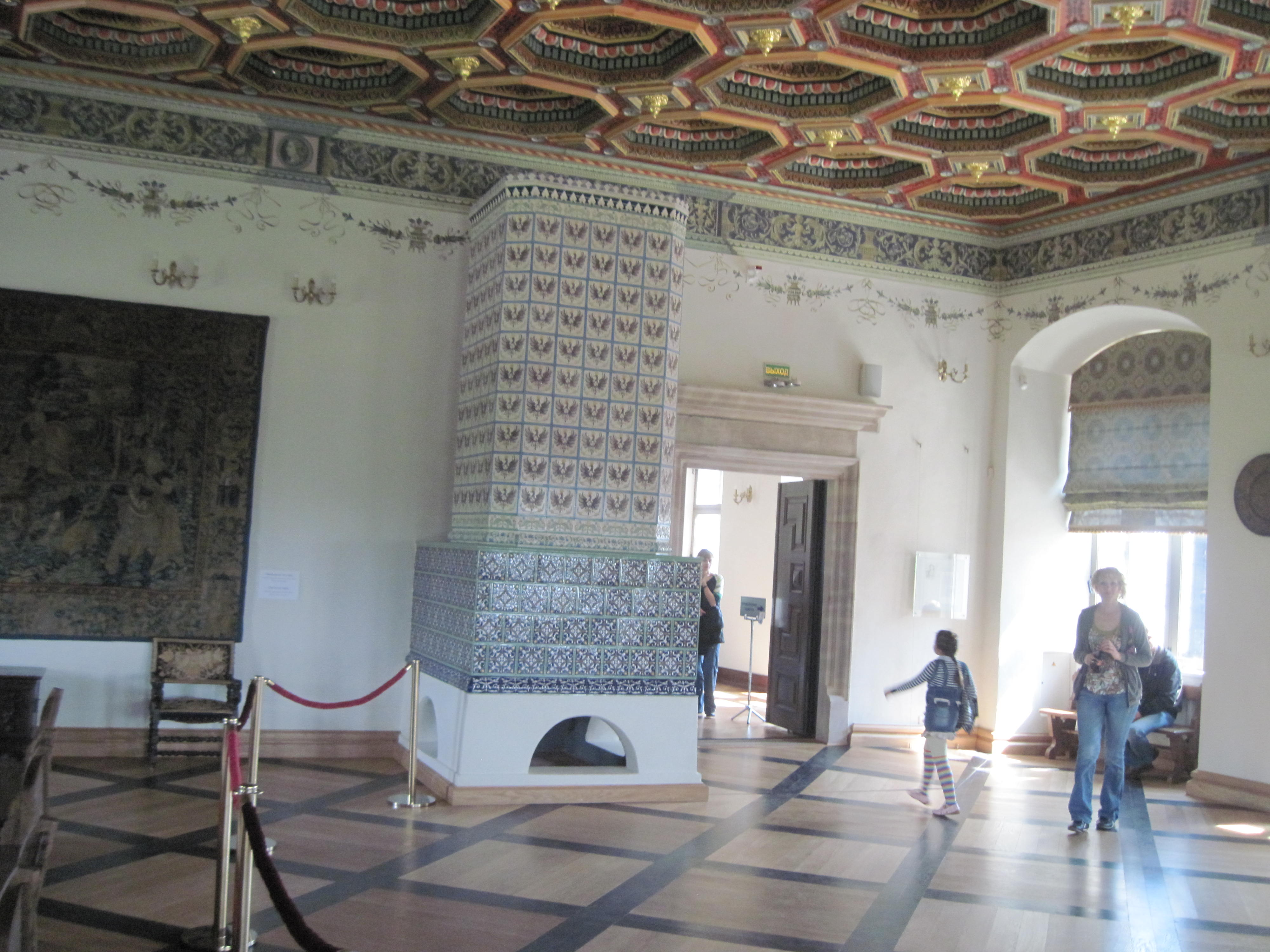
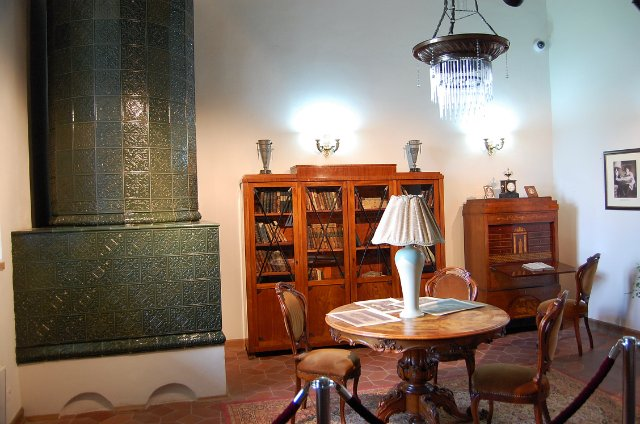

## Külső hivatkozások
- UNESCO-lap
- Fényképek (Radzima.org)
- Mir nevezetességei (oroszul)
- Jurkau kutoczak — Юркаў куточак — Yury's Corner. Старажытнае дойлідства Міра